# Круглове (Мядельський район)
Круглове (біл. вёска Круглава) — село в складі Мядельського району Мінської області, Білорусь. Село підпорядковане Княгининській сільській раді, розташоване в північній частині області.